# Good Lake n.º 274
Good Lake n.º 274 es un municipio rural canadiense situado en la provincia de Saskatchewan.

## Superficie
Good Lake n.º 274 tiene una superficie de 773,54 km².

## Demografía
En 2021, tenía 930 habitantes, una densidad poblacional de 1,2 hab./km², y 924 viviendas.